# 中華民國國民
中華民國國民，指具有中華民國國籍的人，依憲法為國家主權的所有者、可享有《中華民國憲法》與其他相關法令所保障的公民權。依《國籍法》之規定，中華民國國籍之取得以屬人主義為主，屬地主義為輔。
在《入出國及移民法》的規範中，「國民」概念包括「居住臺灣地區設有戶籍國民」以及「臺灣地區無戶籍國民」；依《護照條例》，外交部向此二類人士核發中華民國護照。在台灣地區設戶籍之人民，內政部還向其核發國民身分證、戶口名簿、戶籍謄本。
至於中國大陸人民，雖然國府遷台後已不再受到實際統治，依法亦不能取得中華民國護照，但依照《國籍法》所采用的血統主義規範，仍可認定大陸地區人民世代具有中華民國國籍，過去中華民國法務部亦在法律釋示中確認這一立場；但2023年5月，行政院做出新函釋，不再認可中國大陸人民具有中華民國國籍，並裁示將過去相反立場的法律釋示停止適用。
依《中華民國憲法增修條文》，上述各類人群中，只有在台灣地區設戶籍的人民（自由地區人民）能行使選舉等公民權利；中國大陸人民的權利義務，由《兩岸人民關係條例》專門規定；臺灣地區無戶籍國民在居留、就業、健保等方面的權利也受到法律限縮。

## 定義與範圍

### 法律相关
依照中華民國法律體系，中華民國國民之身份由《中華民國憲法》以及《國籍法》做出定義；而與國民身份相關之權利與義務則散見於《憲法增修條文》、《入出國及移民法》等法律。

《中華民國憲法》
第二條　中華民國之主權屬於國民全體。
第三條　具有中華民國國籍者為中華民國國民。
《中華民國憲法增修條文》
第一條　中華民國自由地區選舉人於立法院提出憲法修正案、領土變更案，經公告半年，應於三個月內投票複決。
第二條　總統、副總統由中華民國自由地區全體人民直接選舉之。
《國籍法》
第二條　有下列各款情形之一者，屬中華民國國籍：
一、出生時父或母為中華民國國民。
二、出生於父或母死亡後，其父或母死亡時為中華民國國民。
三、出生於中華民國領域內，父母均無可考，或均無國籍者。
四、歸化者。
前項第一款及第二款之規定，於本法修正公布時之未成年人，亦適用之。
《入出國及移民法》
第三條　本法用詞定義如下：
一、國民：指具有中華民國（以下簡稱我國）國籍之居住臺灣地區設有戶籍國民或臺灣地區無戶籍國民。
三、臺灣地區：指臺灣、澎湖、金門、馬祖及政府統治權所及之其他地區。
四、居住臺灣地區設有戶籍國民：指在臺灣地區設有戶籍，現在或原在臺灣地區居住之國民，且未依臺灣地區與大陸地區人民關係條例喪失臺灣地區人民身分。
五、臺灣地區無戶籍國民：指未曾在臺灣地區設有戶籍之僑居國外國民及取得、回復我國國籍尚未在臺灣地區設有戶籍國民。

現行法規中，依據是否在中華民國自由地區（中華民國政府實際統治的臺灣、澎湖、金門及馬祖等地）設有戶籍，在中華民國國民之中區分出「居住臺灣地區設有戶籍國民」以及「無戶籍國民」，二者身份在法規上有非常不同的權利與義務。有戶籍國民享有《中華民國憲法》中完整的公民政治權利，亦須負擔相關義務；而臺灣地區無戶籍國民，並不適用憲法規定之公民政治權利與國民義務，且須經過核准後方可入境或居留中華民國自由地區。內政部表示：目前臺灣地區無戶籍國民有好幾萬人。
對於在中华人民共和国設有戶籍的人民（包含中国大陆、香港、澳門等地），在現行中華民國法律體系下之身份則為「大陆地區人民」以及「港澳居民」。依照《憲法增修條文》、《臺灣地區與大陸地區人民關係條例》、《香港澳門關係條例》等法規，中國大陸與港澳居民在法律上之權利義務，與上述台灣地區人民、臺灣地區無戶籍國民又有明顯差別。關於「大陸地區人民是否為中華民國國民」，2023年5月行政院下令不再援用過去「認可大陸地區人民具有國籍」的法律釋示，否定其具有國籍；不過，過去法律釋示所依據的《國籍法》等相關法律，並未隨之修改。

### 國民身分之取得與喪失
中華民國《國籍法》中之國籍認定原則上，以屬人主義爲主，屬地主義爲輔。若出生時父或母為中華民國國民，則該新生兒具有中華民國國籍。若出生於中華民國領域內，父母均無可考，或均無國籍者，則該新生兒也具有中華民國國籍。
中華民國國民有下列各款情形之一者，經內政部許可，喪失中華民國國籍：
- 由外國籍父、母、養父或養母行使負擔權利義務或監護之無行為能力人或限制行為能力人，為取得同一國籍且隨同至中華民國領域外生活。
- 為外國人之配偶。
- 依中華民國法律有行為能力，自願取得外國國籍。但受輔助宣告者，應得其輔助人之同意。

《國籍法》中亦對外國人經歸化取得中華民國國籍之要求與程序做出規範。
臺灣地區無戶籍國民要取得中華民國自由地區人民身分，需在中華民國自由地區連續居住滿六個月。若在臺灣居留逾六個月，並申請取得自由地區戶籍獲准，即有承擔自由地區人民義務的責任。

### 國民權利與義務
- 國民的權利主要有參政權、應考試服公職權、接受國民教育、全民健保[需要解释引用來源未提及「國民」][9][與來源不符][需要非第一手來源]。
- 國民的義務主要有納稅[10]、服兵役[11]、接受國民教育[12][需要解释引用來源主詞是「人民」不是「國民」][與來源不符][需要非第一手來源]。

但依據其它各項法律，並非所有國民均有相同的權利或義務。
- 女性平時無需服兵役[13]
- 臺灣地區無戶籍國民，以及中國大陸、港澳人民，需在臺初設戶籍滿一年後，才需應徵服役[14]。
- 因犯罪遭宣告褫奪公權者無參政及服公職權等。

## 歷史

### 國籍法之發展
東亞地區國家立法對國籍做出明確定義首見於1899年（明治32年）大日本帝國之《國籍法》；該法也成為當時受日本統治的臺灣人所適用的第一部國籍法。而鄰近的大清帝國，也在1909年（宣統元年）制定《大清國籍條例》。1912年（民國元年），大清帝國在辛亥革命爆發後被中華民國所取代，中華民國臨時政府於同年年底公佈了新的《國籍法》，隨後北洋政府在1914年對該法有部份修正。1929年（民國18年），中國國民黨領導的國民政府在國民革命軍北伐完成統一全國後，也制定了新的《國籍法》，該法在當時對中国大陆（名義上亦包含從未實際統治的西藏和外蒙古）之人民適用。
中華民國早期的兩部《國籍法》相當程度參考了清朝的《大清國籍條例》，而《大清國籍條例》又深受大日本帝國《國籍法》之影響。該些法律之共同特色為「屬父主義」或「父系血統主義」，即新生兒僅可依照中華民國國籍之生父取得國籍，中華民國國籍之生母無法將其國籍傳給予新生兒。例如1929年（民國18年）至2000年（民國89年）間之中華民國國籍法對固有國籍之定義。
第一條　左列各人屬中華民國國籍：
一、生時父為中國人者。
二、生於父死後，其父死時為中國人者。
三、父無可考或無國籍，其母為中國人者。
四、生於中國地，父母均無可考或均無國籍者。

1945年8月，大日本帝國宣布向同盟國無條件投降，中華民國於1945年（民國34年）10月25日接收臺灣，之後國民政府宣佈因割讓於日本而喪失原有中國國籍之臺灣人，及其在臺灣割讓後出生之後裔，自該日「自動恢復」中華民國國籍。但由於同盟國間對日本之和約尚未簽訂，此番國籍處理引來英國與美國之外交抗議。
日本國政府與中華民國政府在1952年4月28日臺北簽定《中日和約》，和約中「中華民國國民應認為包括依照中華民國在臺灣及澎湖，所已施行或將來可能施行之法律規章、而具有中國國籍之一切臺灣及澎湖居民及前屬臺灣及澎湖之居民及其後裔」。
2000年（民國89年）1月14日對《國籍法》做出大幅度修正如：將「中國人」修正為「中華民國國民」、參酌各國國籍法立法趨勢，將父系血統主義改為父母雙系雙系血統主義等。
第二條　有下列各款情形之一者，屬中華民國國籍：
一、出生時父或母為中華民國國民。
二、出生於父或母死亡後，其父或母死亡時為中華民國國民。
三、出生於中華民國領域內，父母均無可考，或均無國籍者。
四、歸化者。
前項第一款及第二款之規定，於本法修正公布時之未成年人，亦適用之。

### 居留權與邊界管制
中華民國憲法第三條規定，中華民國國民為具有中華民國國籍者。中華民國國民分為在臺灣地區有戶籍之國民及在臺灣地區無戶籍之國民。在台灣地區無戶籍之國民在臺灣地區停留之時間受到法律之限制，否則應即離境。1991年公布的《國人入境短期停留長期居留及戶籍登記作業要點》將在臺灣地區無戶籍者稱為「臺灣地區無戶籍人民」，因司法院《釋字第454號解釋》認定該條例限制國民遷徙自由而違憲，故而研擬《入出國及移民法》，討論「人民」一詞之定義，最終於1999年的《入出國及移民法》中將在臺灣地區無戶籍者稱為「無戶籍國民」。
日本戰敗後，國民政府於1946年廢除日治臺灣的保甲制度，又因應國共內戰失利，於1949年重新恢復臺灣的戶籍登記制度以維持政權穩定。中華民國國民在臺灣獲准居留以及取得戶籍，以有關法律而規定之。1947年，國民政府頒布動員戡亂令，並於次年3月由臺灣省政府主席魏道明乃頒布《臺灣省出入境旅客登記暫行辦法》，宣布臺灣與中國大陸之間實施邊界管制。1949年，臺灣省主席兼臺灣警備總司令陳誠頒布《臺灣省准許入境軍公人員及旅客暫行辦法》，引發違憲質疑，隨後又頒布臺灣省戒嚴令，消解違憲爭議。當時的邊界管制，分為「公教人員及一般人民」與「軍人及軍眷」兩部分，分別歸臺灣省警務處及臺灣省警備總司令部管理，採取審核制。

### 中国大陆人民
1949年中華民國政府遷臺後，堅持其代表中國之「法統」，維持认为中国大陆（1953年控蘇案之後一度包含外蒙古）人民仍然有完全的中華民國國民身分。該些人民實際上受中华人民共和国以及蒙古人民共和国之統治，由於1950年代國際間東西冷战興起，實際上與台湾之间断绝了交通往来。前往台湾定居的中国大陆人士通常是拥有“反共義士”身份者。两岸民众的交通往来、定居到1980年代台灣解嚴后，方才逐步实现（参见：三通）。

#### 現行法律規定
《國籍法》規定，中華民國國籍依血統即可取得，而國籍喪失需主動向内政部申請：

第二條 有下列各款情形之一者，屬中華民國國籍：一、出生時父或母為中華民國國民；二、出生於父或母死亡後，其父或母死亡時為中華民國國民；三、出生於中華民國領域內，父母均無可考，或均無國籍者；四、歸化者。
第十一條 中華民國國民有下列各款情形之一者，經內政部許可，喪失中華民國國籍：一、由外國籍父、母、養父或養母行使負擔權利義務或監護之無行為能力人或限制行為能力人，為取得同一國籍且隨同至中華民國領域外生活。二、為外國人之配偶。三、依中華民國法律有行為能力，自願取得外國國籍。但受輔助宣告者，應得其輔助人之同意。依前項規定喪失中華民國國籍者，其未成年子女，經內政部許可，隨同喪失中華民國國籍。

《兩岸人民關係條例》則載明：

第二條 本條例用詞，定義如下：一、臺灣地區：指臺灣、澎湖、金門、馬祖及政府統治權所及之其他地區。二、大陸地區：指臺灣地區以外之中華民國領土。三、臺灣地區人民：指在臺灣地區設有戶籍之人民。四、大陸地區人民：指在大陸地區設有戶籍之人民。
《兩岸人民關係條例》立法理由：

（第10條）大陸地區人民亦為中華民國人民，其雖有進入臺灣地區或在臺灣地區停留、工作或居住之自由，惟為顧及臺灣地區之人口壓力，並為維護國家安全及社會安定，實有加以限制之必要……
（第69條）大陸地區人民亦為中華民國人民，在臺灣地區取得或設定以不動產為標的之權利，原應與臺灣地區人民相同。惟為期公平起見，爰參考土地法第十八條規定，以臺灣地區人民亦得在大陸地區享受同樣權利者為限，大陸地區人民始有此權利。

#### 司法界立場
1982年（民國71年）12月31日 — 最高法院71年台上字第8219號判例（因後來《兩岸人民關係條例》已載明兩岸間貨品輸送按進出口論，故判例失效）：

茲我國大陸領土雖因一時為共匪所竊據，而使國家統治權在實際行使上發生部分之困難，司法權之運作亦因此有其事實上之窒礙，但其仍屬固有之疆域，其上之人民仍屬國家之構成員，自不能以其暫時之淪陷而變更其法律上之地位。

本則判例的主旨是，從大陸地區不經外國第三地私帶貨品進入台灣地區，不屬於跨國走私，無法成立走私罪。最高法院102年度第1次刑事庭會議（2013年1月8日）決議，因兩岸條例第四十條第一款（兩岸間貨品輸送按進出口論）已新作規定，此判例不合時宜、不再援用。
2002年（民國91年）5月25日 — 臺北高等行政法院90年度訴字第4636號判決（未上訴最高行政法院，不屬判例）：

大陸地區之人民依中華民國憲法仍是中華民國之國民；惟因非目前中華民國政府有效統治土地之國民，為此憲法增修條文前言有：『為因應國家統一前之需要』等語，而憲法增修條文第十一條第一項亦明定「自由地區與大陸地區間人民權利義務關係及其他事務之處理，得以法律為特別之規定」，從而，大陸地區人民非中華民國之外國人，而係適用依憲法增修條文第十一條制定之『臺灣地區與大陸地區人民關係條例』之大陸地區人民。
近年來，司法界對於該題目的認識出現變化，意見各有不同。例如，2013年7月司法院作出《釋字第710號解釋》（其主文未提及大陸地區人民的國籍問題）時，
- 大法官羅昌發在其不同意見書中說： “一、大陸地區人民非外國人且非臺灣地區人民之特殊地位：[……]故在憲法與增修條文之架構下，大陸地區人民雖與擁有其他國籍之外國人不同，然其亦非屬得在我國法律下享受與臺灣地區人民完全相同待遇與保障之國民。是以其在憲法與法律上，與臺灣地區人民所得享有之待遇與保障，未必相同[……]”
- 大法官陳新民說：兩岸關係之授權，乃一種「價值中立」的憲法委託，是因為憲法增修條文並未（亦不可）有任何歧視大陸地區或臺灣地區人民的立法授權。質言之， 該增修條文規定並不可解讀為「歧視授權」，否則即會造成同一部憲法前後理念相互矛盾的結果。
- 大法官陳春生則說：“一、大陸地區人民之法地位較為特殊，大陸地區人民依憲法增修條文既非外國人、又非本國人（不具中華民國國籍）、亦非無國籍人，故其自由權利之保障與限制，無法立即與本國人或外國人一概而論。二、大陸地區人民其自由、權利之保障與限制之法源不清楚 [……]”。[25]2024年12月，大法官被提名人陳運財在立法院接受聽證，回答國民黨立委翁曉玲（與陳春生大法官為夫妻）「大陸人是外國人嗎？還是中華民國國民？」質詢時，表示大陸人應該沒有中華民國國籍，翁曉玲則指出，國籍法為血統主義，質疑陳運財之陳述。[26]

#### 行政機關立場與法律界意見
1992年（民國81年）6月10日 — 法務部法人字第06568號函釋（不再援用）
大陸地區同胞依憲法規定亦為我國國民。

1993年（民國82年）8月5日 — 法務部法律決字第16337號函釋（不再援用）
參照「臺灣地區與大陸地區人民關係條例」第二條第二款、第四款規定之意旨，大陸地區人民亦為中華民國人民。

1996年（民國85年）4月16日 — 法務部法律決字第08886號（不再援用）
我國國籍法係採血統主義，故大陸地區人民得認定具有中華民國國籍。

2023年（民國112年）5月22日 — 行政院院臺法長字第1121023848號函釋（行政機關之現行函釋）
中國大陸人民不具中華民國國籍、非屬中華民國國民，自不享有或負擔中華民國國民的權利義務。

2023年2月，在陆男国赔案中，臺灣高等法院高雄分院在判决中认为中國大陸人民也是中華民國人民，適用國家賠償法。该院民一庭长在接受媒体采访时表示，經函詢大陸委員會，獲函覆中國大陸人民也是中華民國人民，適用國家賠償法時為民進黨執政，大陸委員會於2月17日發新聞稿稱，本會函覆高雄地方法院的內容從未指稱中國大陸人民是中華民國國民。查國籍法、入出國及移民法，「中華民國國民係『具有中華民國國籍之居住臺灣地區設有戶籍國民或臺灣地區無戶籍國民』」5月25日，行政院發佈「院臺法長字第1121023848號」函釋通令各部會，表示依照2000年修正後之現行《國籍法》以及《入出國及移民法》定義，「中國大陸人民不具中華民國國籍、非屬中華民國國民」，不享有或負擔中華民國國民的權利義務，凡舊函釋與此牴觸者，應自即日起停止適用或不再援用，當時列出了25條「大陸地區人民亦為中華民國人民」相關函釋。。2025年，賴清德政府推動編寫「識讀中國威脅」補充教材，並提醒應在教材編寫時注意，上述最新的法律釋示已與過去不同。

### 港澳居民
港澳地區也在原中華民國公告行政區內。与冷战中東方陣營的中华人民共和国（中国大陆）和蒙古人民共和国（外蒙古）相反，香港與澳門分別由西方陣營的英國與葡萄牙統治，中华民国（台灣地區）与香港、澳門之间的交通往来从未断绝。由於中華民國對海外華僑華人之友善政策，居住在香港與澳門之華人居民可以在取得僑務委員會所發之「華僑身分證明書」後，依照《國籍法》對「中國人」相關條款之血統主義認定，以華僑身分證明書辦理中華民國護照而成為中華民國國民。1950年代至1970年代初，中華民國國家足球隊既有不少來自香港的選手。此外，不少有能力負擔前往臺灣船票的港澳學生亦很願意到臺灣就讀大學或就業，因為當時港澳侨生在中華民國政府統治之臺灣地區仍然享有國民待遇且非常容易在臺灣設籍並取得國民身份證。其中名人諸如科技界的林百里、演藝界的周華健、楊懷民、林煒等人或出生於香港，或出生於中国大陆，在拥有或取得香港居民身份後，再获得中华民国国民身分。
隨著1991年憲法增修，中華民國對海外華僑華人取得國籍戶籍之規定趨嚴。1994年5月，內政部废止与侨生相关的《回國僑生戶籍登記辦法》。1997年3月，立法院通過《香港澳門關係條例》，预备香港、澳门主权移交中华人民共和国后，规范与两地间的往来事宜。自此，中华民国政府方面，将港澳地區定位为“有別大陸其他地區之特別區域”，不再是侨区。僑務委員會不再向港澳居民核发“役政用華僑身分證明書或護照加簽僑居身分”。港澳居民待遇与外国人相类。进出中華民國統治地區时，港澳居民與中国大陆人民一樣使用「中華民國臺灣地區入出境許可證」，但前者之申請流程遠較後者容易。
2002年12月，中華民國內政部制定《歸化我國國籍者及歸國僑民服役辦法》，第5條规定，港澳回归前取得香港、澳門僑民身分之男子“適用本辦法有關歸國僑民之規定”，回台定居或回台定居“初設戶籍登記之翌日起”，“屆滿一年時，依法辦理徵兵處理”，同月僑務委員會制定《華僑身分證明條例》，第3條将“具有大陸地區人民、香港居民、澳門居民身分或持有大陸地區所發護照者”排除出中华民国侨民之列。

## 相關議題

### 中華民國國民在中华人民共和国法律中之地位
台湾是中华人民共和国的神圣领土的一部分。完成统一祖国的大业是包括台湾同胞在内的全中国人民的神圣职责。
——中华人民共和国宪法

居住在大陆的中国公民（以下简称大陆居民）往来台湾地区（以下简称台湾）以及居住在台湾地区的中国公民（以下简称台湾居民）来往大陆，适用本办法。
——中国公民往来台湾地区管理办法
基于中华人民共和国的一个中国原则，台湾地区居民同中国籍港、澳居民一樣，都是中华人民共和国公民。1949年兩岸分治后，包括福建沿海金馬地區居民在内的中華民國國民被中国大陆称为台湾同胞（简称台胞）。在两岸普通民众断绝交通往来的背景下，1950年代起，中华民国国民从台湾、港澳或海外前往中国大陆，前两者可归为国民党起义、投诚人员，后者可归为归国华侨。在中国大陆定居者，登记大陆地区户籍、获得居民身份证。自1987年起，中華民國政府開放兩岸探親，普通台湾民众可进入中国大陆。1990年代港、澳回归后，同样遵行一个中国原则，当地的中华民国国民视为中华人民共和国公民。中華民國國民进出中国大陆使用台灣居民來往大陸通行證（台胞證）。海外的中華民國國民（如無戶籍國民）如无台胞證，以中華人民共和國旅行證进出。在中国大陆定居者，取得台湾居民定居证。在港澳定居者，以中华人民共和国公民身份转化为港澳居民。
进入21世纪后，中華民國國民在大陆就学、就业成为常见现象。2018年8月，國台辦副主任龙明彪表示，“自1987年兩岸開始交流以來，累積到大陸的台灣人已經超過一億人次，目前在大陸就讀的台籍學生超過一萬人”。2018年BBC中文網报道提及，没有“目前台灣人在中國大陸生活的確切數據，但保守估計有60萬至70萬名台灣人在中國大陸就學、就業”。
不過，在大陆“定居”设立户籍、而放弃“臺灣地區人民”身份者较为少见。2006年6月、行政院大陸委員會新聞稿引用內政部資料，截至目前為止，在中国大陆设立户籍、领取中华人民共和国居民身份证、中华人民共和国护照，而由戶政機關依法註銷在台戶籍者計23件，另有2件由內政部處理中。2014年至2023年，總計注銷679人戶籍。
中華民國國民如在大陸地區定居登記户籍，一般需向大陸公安機關上繳其中華民國國民身分證、中華民國護照。同樣，依《兩岸人民關係條例》，取得中华人民共和国居民身份证、中华人民共和国护照後，即由中華民國內政部註銷台灣地區戶籍、中華民國國民身分證，並通報外交部撤銷中華民國護照。2008年9月，內政部修正發布《廢止臺灣地區人民身分及戶籍作業要點》，规范相关事宜。2017年11月，有台灣民衆為了參加免簽的中俄邊境旅游團，在琿春申領一次旅游有效的普通护照，并拍照在臉書發圖文，返回台灣後遭揭發，被注銷台灣地區戶籍，需再出具「在大陸無戶籍無護照」之證明，才可申請恢復台灣戶籍。
2018年9月起，中华人民共和国公安部向在中国大陆居住半年以上的港澳台居民港澳台居民居住证。其外形制式與中华人民共和国居民身份证類似，同樣載有18位公民身份号码，可用於日常生活。领取该证不需要取得大陆地区户籍，也不需要放弃台灣地區戶籍。
2023年11月，中华人民共和国出入境管理局公告簡化台灣居民在中國大陸福建省落戶入籍的條件。自2024年1月起，台湾居民在福建省设立户籍前，不再需要上缴其台湾身份證件和出入境證件，默许有关人士同时保留两岸身份。惟台湾方面的法律规定并未更改，有关人士若被中華民國内政部发现已在中国大陆落户，即認其已變為大陸地區人民，從而注銷台灣戶籍，失去政治和健保等權利。

### 國民相關詞彙之內涵與爭議
中華民國國民的簡稱、稱呼、及其內涵意義，在不同時期都有所不同。有人認為中華民國國民就等於臺灣人，也等同擁有華人的身份。
中華民國國民、臺灣人、中國人、華人等等稱呼在臺灣人及臺灣出身的海外僑胞之接受程度不一，有些人只接受臺灣人，也有些人接受臺灣人、華人、中華民國國民這三項，以上幾項均接受者亦有。
隨著台灣解嚴後的民主化與本土化，政治意識形態的發酵之下，在臺灣，有部分人認為臺灣或中華民國都不適合使用「中國」等簡稱，還有些人積極推動具臺灣民族主義色彩的身分認同。
而根據國立政治大學關於身分認同趨勢的長期民調，2014年認為自己是臺灣人而不是中國人者有60.6%，是臺灣人也是中國人的有32.5%，是中國人而非臺灣人者有3.5%，無意見的有3.5%。認同自己是「中國人」者有日益減少的趨勢。
2018年，根據天下雜誌的調查，報告顯示認為自己是台灣人的比例有56.4%創新低，認為自己是既是中國人亦是台灣人的有34.1%，是中國人而非台灣人者有6.7%，其他意見或拒絕回答的有2.7%。然而同樣主題於2020年之調查，認為自己是台灣人的比例回升至61.9%，既是中國人亦是台灣人之比例回降至28.3%，是中國人而非台灣人者降至6.5%。

## 外部連結
- .   [2007-02-21]. （原始内容存档于2007-02-25）.
- . 中央選舉委員會.   [2013-11-10]. （原始内容存档于2013-11-10）.
- . 自由時報.   [2017-01-08]. （原始内容存档于2017-01-08）.
- . 中華民國外交部.   [2013-11-10]. （原始内容存档于2013-11-10）.
- . 中華民國外交部. 2012-10-22  [2013-11-10]. （原始内容存档于2013-11-10）.